# 佐々木寿人
佐々木 寿人（ささき ひさと、1977年1月12日 - ）は、競技麻雀のプロ雀士。日本プロ麻雀連盟理事で団体内での段位は八段。Mリーグ・KONAMI麻雀格闘倶楽部所属。

## 来歴
宮城県仙台市出身。小学校から高校まではサッカー部に所属していた。宮城県仙台第三高等学校2年の時に中学時代の友人に誘われて卓を囲んだ際に麻雀の世界に嵌まる。東北学院大学進学後も麻雀を続ける一方で大学にはきちんと通っていたが、大学への学費振り込みが遅れて留年が決まったのを機に中退し本格的に麻雀の世界に踏み入れる。
後に上京し、新宿歌舞伎町の雀荘店員を務め、滝沢和典や前原雄大、荒正義らと出会う。この頃から攻撃的な雀風を確立させ、アマチュア時代には「フリーで1000万貯めた男」の異名を取り、後に『真剣 実録!! フリーで1000万貯めた男』のタイトルで漫画の題材にもなった（原作：黒木真生、作画：武喜仁）。
2006年、日本プロ麻雀連盟に22期生として入会。
2015年、鳳凰戦A2リーグ4位でA1に上がれず、この頃から“振り込んでも取り返せば良い”というスタイルを変え始める。2016年、鳳凰戦B1に降格、翌年A2に復帰。
2016年8月11日のAbemaTV「麻雀プロ団体日本一決定戦」第1節1回戦A卓（同卓者は多井隆晴、石橋伸洋、鈴木たろう）にて、放送対局で初の地和をアガった（三人麻雀では猿川真寿が達成）。この役満でトップ目であった多井に親かぶりを浴びせ、一時4400点まで落ち込んでいた点棒も5万点を超えた。
2017年3月19日、麻雀グランプリMAXで優勝。
2018年に発足したMリーグでは、KONAMI麻雀格闘倶楽部よりドラフト1位指名され、初代Mリーガーとなる。同年10月26日、Mリーグ初の役満となる国士無双を松本吉弘（渋谷ABEMAS）から出アガった。
2018年12月22日に行われた麻雀日本シリーズ最終戦において、平賀聡彦・松ヶ瀬隆弥・瀬戸熊直樹ら強豪プロを抑え、オーラスで逆転し初優勝を決めた。
2019年度鳳凰位戦A2リーグで優勝し、自身初となるA1リーグへの昇級を決めた。
2020年12月19日に行われた麻雀日本シリーズ2020において、白鳥翔、瀬戸熊直樹、平賀聡彦を下して2度目の優勝を飾る。同年の鳳凰位戦A1リーグでは、A1初挑戦ながら2位で鳳凰位決定戦に進出。また鳳凰位決定戦では、藤崎智、沢崎誠、勝又健志というMリーガー3人を相手に優勝。第37期鳳凰位を獲得した。
2021年11月13日に行われた麻雀日本シリーズ2021において、WRCルール半荘最高スコアの134200点を叩き出す。ディフェンディングチャンピオンとして臨んだ2021年度鳳凰位決定戦は、鳳凰位三連覇経験のある実力者・古川孝次、Mリーガーで女流初の決定戦進出を果たした黒沢咲、最強位や鳳凰位戴冠経験のある前田直哉を相手に終始リードを守り連覇を果たした。

## 雀風・挿話
- 雀風は超攻撃型[3]。ダマテンしたくなる場面でも立直を仕掛け、出和了りを期待しない（自摸和了りを前提とする）立直、下りない麻雀の姿勢はフリー時代に鍛えられた経験の裏付けとも言われている[5]。メンホン・メンチンの一色系を得意手役としている[12]。
- 顔色一つ変えずに淡々とテンポ良く打牌するのも特徴[3]。
- 攻撃的な雀風を表すかのように、「寡黙なリーチファイター」「無敵のストリートファイター」・「麻雀攻めダルマ」「魔王」「歩くトーナメント」「混一色コンサルタント」といった多くのキャッチフレーズを有する[3][5]。
- フリー打ちの時代が長かったこともあり、Mリーグ開幕にあたっては「赤入り麻雀を皆さんに教えてしんぜよう」という気持ちと語っていた[2]。
- 趣味は「自分の勝った試合を見る」こと。ただし、自分が2着だとまだ良いが、3着の試合は見ない[2]。
- 2008年、同じ日本プロ麻雀連盟所属の女性プロ雀士である手塚紗掬と結婚。交際当初は結婚を意識してなかったが、手塚の方から「結婚する気あるの？」と聞かれて結婚を意識し始めたとのこと。手塚の方も佐々木の著書「ヒサトノート」を読んで佐々木の親に対する考え方などを知り根の真面目さを感じたという[13]。一男一女の父。
- 麻雀プロの中では数少ない非喫煙者であり[14][15]、飲酒もそれほどしない[16]。
- 滝沢和典とはライバルであり親友でもある。2023年1月より2人でニコニコチャンネル「タキヒサ麻雀ラボ」配信を開始[17][18]。
- 師とも仰ぐ前原雄大とは公私ともに仲がよく、二人で「チームガラクタ」なるユニットを結成[19]、ガラクタ・リーチ(ガラリー)と呼ばれる愚形リーチを多用する。前原氏がモンド王座についたときには、対談と称して二人でハワイに行った[19]。佐々木がインタビューや写真撮影の時にする、人差し指と中指を立てて手を斜め前に掲げるポーズは「がらくたポーズ」というチームガラクタのポーズだったが、後に佐々木と前原が所属したKONAMI麻雀格闘倶楽部の決めポーズに採用されている。
- KONAMI麻雀格闘倶楽部でもチームメイトだった藤崎智とは同じ高校の先輩後輩の間柄。藤崎が「麻雀忍者」の異名を持つほどヤミテンを多用するようになったのは、佐々木が「俺は何でもリーチします」と発言したのに対抗して、藤崎が「じゃあ俺は何でもリーチにしません、ヤミテンにします」と喋ってしまったのがきっかけである[20]。

## 獲得タイトル
- 鳳凰位 (第37期・第38期・第40期)
- 麻雀グランプリMAX (第7期)
- 麻雀日本シリーズ (2018・2020)
- Mリーグ2020 (MVP・最高スコア賞)
- 紅龍位 (第2期)

## Mリーグの戦績
2018年 ドラフト会議でKONAMI麻雀格闘倶楽部から1位指名された。他のチームメンバーは高宮まりと前原雄大。前原からエースとして期待されるも、レギュラーシーズン開幕直後から不振が続き、10月26日試合開始時点では7戦して未勝利で個人成績が全選手21名中最下位、チーム成績も最下位と沈んでいた。しかし、この日の第1試合でMリーグ初の役満となる国士無双を渋谷ABEMASの松本吉弘から出アガリしトップに浮上すると、リードを守り抜き8戦目で初勝利、第2試合もトップを取り2連勝となった。以降調子を取り戻し、11月12日第1試合のトップを取ったことでチームは最下位を脱出。2019年1月7日の第1試合ではMリーグ初の4連勝を81,700点(+101.7)とMリーグ初の100ポイント越えで飾った。レギュラーシーズンを通して半荘数は全選手最多の37試合、個人ポイントは3位の228.3を記録、チームも3位となりファイナルシリーズへ進出した。

### 通算成績
| シーズン | チーム               | 半荘 | 個人スコア | 個人スコア | 個人スコア | 最高スコア | 最高スコア | 4着回避率 | 4着回避率 | 連対率 | トップ率 | 平均 着順 | 1着 | 1.5 | 2着 | 2.5 | 3着 | 3.5 | 4着 | 参照   |
| シーズン | チーム               | 半荘 | Pt         | 順位       | 平均       | 点         | 順位       | 率        | 順位      | 連対率 | トップ率 | 平均 着順 | 1着 | 1.5 | 2着 | 2.5 | 3着 | 3.5 | 4着 | 参照   |
| -------- | -------------------- | ---- | ---------- | ---------- | ---------- | ---------- | ---------- | --------- | --------- | ------ | -------- | --------- | --- | --- | --- | --- | --- | --- | --- | ------ |
| 2018-19  | KONAMI麻雀格闘倶楽部 | 37   | 228.3      | 3/21       | 6.2        | 81,700     | ――         | 0.73      | 12/21     | 56.8%  | 29.7%    | 2.41      | 11  | 0   | 10  | 0   | 6   | 0   | 10  | [ 29 ] |
| 2019-20  | KONAMI麻雀格闘倶楽部 | 29   | 80.7       | 10/29      | 2.8        | 50,500     | 20T/29     | 0.7931    | 9/29      | 48.3%  | 27.6%    | 2.45      | 8   | 0   | 6   | 0   | 9   | 0   | 6   | [ 30 ] |
| 2020-21  | KONAMI麻雀格闘倶楽部 | 30   | 494.1      | 1/30       | 16.5       | 94,000     | 1/30       | 0.8333    | 5/30      | 63.3%  | 43.3%    | 2.10      | 13  | 0   | 6   | 0   | 6   | 0   | 5   | [ 31 ] |
| 2021-22  | KONAMI麻雀格闘倶楽部 | 25   | ▲77.3      | 20/32      | ▲3.1       | 60,200     | 16/32      | 0.5600    | 30/32     | 44.0%  | 32.0%    | 2.68      | 8   | 0   | 3   | 0   | 3   | 0   | 11  | [ 32 ] |
| 2022-23  | KONAMI麻雀格闘倶楽部 | 24   | 213.3      | 6/32       | 8.9        | 75,600     | 6/32       | 0.7917    | 9T/32     | 58.3%  | 33.3%    | 2.29      | 8   | 0   | 6   | 0   | 5   | 0   | 5   | [ 33 ] |
| 2023-24  | KONAMI麻雀格闘倶楽部 | 25   | 16.3       | 15/36      | 0.7        | 57,300     | 22T/36     | 0.6800    | 29T/36    | 48.0%  | 28.0%    | 2.56      | 7   | 0   | 5   | 0   | 5   | 0   | 8   | [ 34 ] |
| 2024-25  | KONAMI麻雀格闘倶楽部 | 30   | 388.0      | 4/36       | 12.9       | 62,600     | 14/36      | 0.9000    | 3/36      | 63.3%  | 33.3%    | 2.13      | 10  | 0   | 9   | 0   | 8   | 0   | 3   | [ 35 ] |
| 通算     | 通算                 | 200  | 1343.4     | 1343.4     | 6.7        | 94,000     | 94,000     | 76.0%     | 76.0%     | 55.0%  | 32.5%    | 2.37      | 65  | 0   | 45  | 0   | 42  | 0   | 48  |        |

- 個人賞は規定打荘数（20半荘）以上の選手が対象
- 着順の1.5、2.5、3.5は1着同着、2着同着、3着同着
- 2019年シーズンから最高スコアが表彰対象に

| シーズン               | チーム                 | 半荘                   | 個人スコア             | 個人スコア             | 最高スコア             | 4着回避率              | 連対率                 | トップ率               | 平着                   | 1着                    | 1.5                    | 2着                    | 2.5                    | 3着                    | 3.5                    | 4着                    |                        |
| シーズン               | チーム                 | 半荘                   | Pt                     | 平均                   | 最高スコア             | 4着回避率              | 連対率                 | トップ率               | 平着                   | 1着                    | 1.5                    | 2着                    | 2.5                    | 3着                    | 3.5                    | 4着                    |                        |
| セミファイナルシリーズ | セミファイナルシリーズ | セミファイナルシリーズ | セミファイナルシリーズ | セミファイナルシリーズ | セミファイナルシリーズ | セミファイナルシリーズ | セミファイナルシリーズ | セミファイナルシリーズ | セミファイナルシリーズ | セミファイナルシリーズ | セミファイナルシリーズ | セミファイナルシリーズ | セミファイナルシリーズ | セミファイナルシリーズ | セミファイナルシリーズ | セミファイナルシリーズ | セミファイナルシリーズ |
| ---------------------- | ---------------------- | ---------------------- | ---------------------- | ---------------------- | ---------------------- | ---------------------- | ---------------------- | ---------------------- | ---------------------- | ---------------------- | ---------------------- | ---------------------- | ---------------------- | ---------------------- | ---------------------- | ---------------------- | ---------------------- |
| 2019-20                | KONAMI麻雀格闘倶楽部   | 6                      | ▲53.5                  | ▲8.9                   | 47,200                 | 66.7%                  | 33.3%                  | 16.7%                  | 2.83                   | 1                      | 0                      | 1                      | 0                      | 2                      | 0                      | 2                      |                        |
| 2020-21                | KONAMI麻雀格闘倶楽部   | 7                      | ▲80.8                  | ▲11.5                  | 98,200                 | 71.4%                  | 14.3%                  | 14.3%                  | 3.00                   | 1                      | 0                      | 0                      | 0                      | 4                      | 0                      | 2                      |                        |
| 2021-22                | KONAMI麻雀格闘倶楽部   | 5                      | 4.5                    | 0.9                    | 69,900                 | 80.0%                  | 40.0%                  | 20.0%                  | 2.60                   | 1                      | 0                      | 1                      | 0                      | 2                      | 0                      | 1                      |                        |
| 2022-23                | KONAMI麻雀格闘倶楽部   | 7                      | 64.6                   | 9.2                    | 52,800                 | 100%                   | 71.4%                  | 14.3%                  | 2.14                   | 1                      | 0                      | 4                      | 0                      | 2                      | 0                      | 0                      |                        |
| 2023-24                | KONAMI麻雀格闘倶楽部   | 6                      | ▲157.7                 | ▲26.3                  | 34,300                 | 50.0%                  | 16.7%                  | 16.7%                  | 3.17                   | 1                      | 0                      | 0                      | 0                      | 2                      | 0                      | 3                      |                        |
| 2024-25                | KONAMI麻雀格闘倶楽部   | 8                      | 49.8                   | 6.2                    | 58,900                 | 75.0%                  | 50.0%                  | 25.0%                  | 2.50                   | 2                      | 0                      | 2                      | 0                      | 2                      | 0                      | 2                      |                        |
| セミファイナル通算     | セミファイナル通算     | 39                     | ▲173.1                 | ▲4.4                   | 98,200                 | 74.4%                  | 38.5%                  | 17.9%                  | 2.69                   | 7                      | 0                      | 8                      | 0                      | 14                     | 0                      | 10                     |                        |
| ファイナルシリーズ     |                        |                        |                        |                        |                        |                        |                        |                        |                        |                        |                        |                        |                        |                        |                        |                        |                        |
| 2018-19                | KONAMI麻雀格闘倶楽部   | 11                     | ▲154.1                 | ▲14.0                  | 43,800                 | 72.7%                  | 45.5%                  | 9.1%                   | 2.73                   | 1                      | 0                      | 4                      | 0                      | 3                      | 0                      | 3                      |                        |
| 2021-22                | KONAMI麻雀格闘倶楽部   | 3                      | ▲75.1                  | ▲25.0                  | 34,000                 | 66.7%                  | 33.3%                  | 0%                     | 3.00                   | 0                      | 0                      | 1                      | 0                      | 1                      | 0                      | 1                      |                        |
| 2022-23                | KONAMI麻雀格闘倶楽部   | 4                      | ▲87.8                  | ▲22.0                  | 39,200                 | 50.0%                  | 25.0%                  | 25.0%                  | 3.00                   | 1                      | 0                      | 0                      | 0                      | 1                      | 0                      | 2                      |                        |
| ファイナル通算         | ファイナル通算         | 18                     | ▲317.0                 | ▲17.6                  | 43,800                 | 66.7%                  | 38.9%                  | 11.1%                  | 2.83                   | 2                      | 0                      | 5                      | 0                      | 5                      | 0                      | 6                      |                        |
| ポストシーズン通算     | ポストシーズン通算     | 57                     | ▲490.1                 | ▲8.6                   | 98,200                 | 71.9%                  | 38.6%                  | 15.8%                  | 2.74                   | 9                      | 0                      | 13                     | 0                      | 19                     | 0                      | 16                     |                        |

## RTDリーグの戦績
団体の垣根を超え、トッププロが集結するRTDリーグには3年連続で出場。決勝には2年連続、準決勝には3年連続で進出し、トップクラスの成績を残している。
RTDリーグ2016
記念すべき第1回大会となった2016シーズンは、WHITE DIVISION を瀬戸熊直樹に次いで2位で通過し、準決勝では藤田晋に次ぐ4位の位置を守りきり、決勝進出。多井隆晴、藤田晋、瀬戸熊直樹、佐々木という顔ぶれになった決勝では、瀬戸熊直樹に次ぐ-332ポイントの完敗を喫した。
RTDリーグ2017
2017シーズンは、BLACK DIVISION において予選レコードとなる6連勝を記録し、最終的には502.3ポイントという圧倒的な成績で首位通過を果たす。予選全27半荘で13トップを記録し、トップ率が50%に迫るというまさに完勝であった。準決勝は半分持ち越しのポイントを守りきり、首位通過を決める。そして、唯一の2年連続ファイナリストとして臨んだ決勝は平賀聡彦、白鳥翔に次ぐ3位に終わった。今大会のファイナリストになった事で、2018年1月1日、2日に開催されたRTD駅伝の佐々木チームを率いる事となり、キャプテンとして活躍、チームは全区間でプラスを記録し優勝した。
RTDリーグ2018
2018シーズンは、WHITE DIVISION を鈴木たろう、勝又健志に次ぐ3位で通過。予選道中、23回戦で猿川真寿がトップを記録するまで5連勝を記録した。これは、佐々木自身が2017シーズンに達成した6連勝に次ぐ記録である（この6連勝はRTDリーグ予選レコードとなっている）。瀬戸熊直樹に次ぐ全体5位で準決勝に進出したが、小林剛、鈴木たろう、瀬戸熊直樹、内川幸太郎に及ばず敗退となった。3年目にして初めて決勝進出を逃す形となったものの、3年連続で準決勝進出を果たしており、RTDリーグにおける安定感を示した。
RTDトーナメント2019 優勝

## モンド杯の戦績
- 同じく連盟所属である滝沢和典と共にモンド杯の顔として君臨。
- 第9回にて初優勝して以来、歴代1位となる4期の優勝を記録。また、安藤満、土田浩翔に次ぐ史上3人目となる連覇も記録している（第11回、第12回）。
- 一方で、モンド王座決定戦での優勝は達成していない。
- ディフェンディングチャンピオンとして迎えた第18回では、まさかの最下位で予選敗退。チャレンジマッチでも敗退し、連続出場が途切れた。
- しかし、これまでの実績からモンド推薦枠で第20回で2期ぶりに復帰。
- 年1回開催される「麻雀 BATTLE ROYAL」では、モンド杯チームの一員として出場した。
- MONDO TV初となる三人麻雀のリーグ戦である「三人麻雀 GRAND PRIX」に出場し、第1回大会で優勝。

## リーチ麻雀世界選手権の戦績
- 2014年、日本代表として第1回リーチ麻雀世界選手権に出場[36]。2日間に渡って行われた半荘8回の予選を7位で通過し、ベスト32入り。トーナメント1回戦ではデンマーク人選手、フィンランド人選手、中国人選手と同卓し、ベスト16入りを果たす。トーナメント2回戦は同卓者全員が日本代表という卓となり、桐山のりゆき、西島一彦に敗れた。
- 第2回大会にも出場したが、予選敗退という結果に終わった。

## その他の戦績
2017年
日本プロ麻雀連盟チームの一員として麻雀駅伝2017に出場し、RTDルール区間を前原雄大とともに担った。同区間には日本プロ麻雀協会から鈴木達也・朝倉ゆかり、最高位戦日本プロ麻雀協会から近藤誠一・園田賢、アマチュア連合から藤田晋・萩原聖人が出場した。区間トータルポイント-78.9と振るわず、連盟チームも東風戦区間を除いて苦戦を強いられ、トータルポイント-326.8を記録し、最下位に沈んだ。この結果により、連盟代表6名が罰ゲームを受ける事となった。
2018年
2018年1月1日から2日間の日程で行われた「新春！27時間RTD駅伝」に出場。RTDリーグ2017のファイナリストである佐々木がキャプテンとなり、多井隆晴、猿川真寿、内川幸太郎、宮内こずえを率いた。1区東風戦、2区三人麻雀、3区一発・裏ドラなし、4区三人麻雀、5区RTDルールの全5区間でプラスを記録し、佐々木チームは優勝を果たした。2位の白鳥チームに200ポイント近い差をつけての圧勝であった。
前年の麻雀駅伝2017において日本プロ麻雀連盟チームは最下位に沈んだため、麻雀駅伝2018は予選会からの出場となった。前年に引き続き佐々木も連盟代表として選出され、RTDルール区間の3半荘を戦うことになった。小三元・混一色の跳満を和了するなど存在感を示したが、RMUチームの松ヶ瀬に及ばず、本選出場権を逃した。
2019年
2019年1月2日19時より、AbemaTVにて生中継された「新春オールスター麻雀大会2019」に出場。今大会は3人1組のチーム戦であり、抽選の結果、芸人界の強豪雀士であり、麻雀駅伝におけるアマチュア連合のメンバーであるじゃい、グラビアアイドルである百合沙とのチームで臨む事となった。半荘15戦からなる予選を2位で通過し、決勝では最終戦に出場し優勝を果たす。個人成績も参加24名中トップを記録し、団体・個人2冠を成し遂げた。24時間という長丁場による体力消耗が影響してか、最終戦オーラスでは、逆転の可能性を残した多井隆晴に海底牌を回すというミスを犯すが、辛くも逃げ切った。これについては最後の優勝セレモニーにて佐々木自身が自虐的に語っていた。

## 団体戦の戦績
- 麻雀プロ団体日本一決定戦 優勝
- 新春 ! 27時間RTD駅伝 優勝
- 新春オールスター麻雀大会2019 優勝

## 書籍

### 著書
- 「超攻撃麻雀ヒサトノート (MYCOM麻雀ブックス)」（2007年2月23日 毎日コミュニケーションズ）ISBN 978-4839923051
- 「超攻撃麻雀 ヒサトノートＸ(日本プロ麻雀連盟BOOKS) 」（2011年7月16日 毎日コミュニケーションズ） ISBN 978-4839939281
- 「ヒサト流リーチに強くなる麻雀入門」（2012年5月7日 成美堂出版）ISBN 978-4415312231
- 「ヒサトＶＳ滝沢　麻雀戦術30番勝負 (日本プロ麻雀連盟BOOKS)」(共著 滝沢和典)（2013年1月18日 マイナビ）ISBN 978-4839945770
- 「人生勝たなきゃ意味が無い(星海社新書)」（2013年5月14日 講談社）ISBN 978-4061385351
- 「ヒサトノート 強者のメンタル強化塾 (近代麻雀戦術シリーズ) 」（2016年8月5日 竹書房）ISBN 978-4801908055
- 「麻雀「何切る」200人に聞きました! 一流麻雀プロが答える珠玉の100問超ベストセレクション」(共著 高宮まり)（2018年3月10日 CCCメディアハウス）ISBN 978-4484182063
- 「進化した「超攻撃」スタイル! 魔王の麻雀」（2022年12月15日 KADOKAWA）ISBN 978-4-04-606017-4
- 「超攻撃麻雀　ヒサトノート 完全版 (マイナビ麻雀文庫)」（2023年1月24日 マイナビ）ISBN 978-4839981280
- 「イラスト見るだけ!Mリーガー佐々木寿人の麻雀入門」（2023年9月12日 日東書院本社）ISBN 978-4528024229

### 関連本
- 「将棋と麻雀。頭脳戦の二刀流～49歳からの私の挑戦」（2023年11月6日 ART NEXT）著者:鈴木大介 ※特別対談「攻めの流儀」佐々木寿人×鈴木大介 を収録。ISBN 978-4910825175
- 「Mリーガーの素顔」（2023年12月5日 竹書房）著者:黒木真生 ※佐々木寿人・多井隆晴・滝沢和典など活躍中のMリーガー14名の素顔を語る。ISBN 978-4801937987

## 作品

### 一般DVD
- 麻雀脳 アイドリング!!!1号・加藤沙耶香 編（2009年5月22日、竹書房）
- THE役満 ベストセレクション（2014年12月3日、AMGエンタテイメント）- 解説
- 麻雀プロリーグ 至高の一局（2015年12月2日、AMGエンタテイメント）- 解説

## 出演

### 映画
- 麻雀最強戦 the movie（2022年11月18日公開、マグネタイズ）監督:原澤遊風[37]

### テレビ
- モンド21麻雀プロリーグ（MONDO TV）
- 新春オールスター麻雀大会2019（2019年1月2日 - 3日、AbemaTV）チーム優勝[38]。
- アメトーーク!（2023年1月12日、テレビ朝日）-『プロ麻雀・Mリーグ芸人』ゲスト
- それって!?実際どうなの課（2023年9月28日、中京テレビ）- 「１試合の前後で体重の変化はどうなる！？」
- ラヴィット！（2024年7月10日、TBS）